# Le Minihic-sur-Rance
Le Minihic-sur-Rance (tiếng Breton: Minic'hi-Poudour) là một xã của tỉnh Ille-et-Vilaine, thuộc vùng Bretagne, miền tây bắc nước Pháp.

## Dân số
Người dân ở Le Minihic-sur-Rance được gọi là Minihicois.
| Năm | 1962 | 1968 | 1975 | 1982 | 1990 | 1999 |
| --- | ---- | ---- | ---- | ---- | ---- | ---- |
| Dân số | 695  | 721  | 791  | 978  | 1148 | 1267 |
| From the year 1962 on: No double counting—residents of multiple communes (e.g. students and military personnel) are counted only once. |      |      |      |      |      |      |